# Małachowka (obwód kurski)
Małachowka (ros. Малаховка) – wieś (ros. деревня, trb. dieriewnia) w zachodniej Rosji, w sielsowiecie nikolnikowskim rejonu rylskiego w obwodzie kurskim.

## Geografia
Miejscowość położona jest nad rzeką Amońka, 2 km od centrum administracyjnego sielsowietu nikolnikowskiego (Makiejewo), 17 km od centrum administracyjnego rejonu (Rylsk), 113 km od Kurska.

## Demografia
W 2010 r. miejscowość zamieszkiwało 6 osób.